# Anke Jablinski
Anke Jablinski (* 25. Juni 1962 in Berlin) ist eine deutsche Schriftstellerin, Künstlerin und Shirt-Designerin.

## Leben und Werk
Anke Jablinski verließ das Berliner Carl-Friedrich-von-Siemens-Gymnasium kurz vor dem Abitur, verbrachte als Teenager viel Zeit bei dem Kabarettisten Wolfgang Neuss und verarbeitete diese Eindrücke später in ihrem Buch Klettermax – dem Trauma zum Trotz. Der Roman einer Aufwärtsbewegung (Axel Dielmann-Verlag). Sie gründete im Jahr 1980 das T-Shirt-Label AJ und stellt ab 1985 bis heute Zeichnungen, Kunstobjekte und Ölgemälde in Berlin und auf Malta aus. 1987 war sie nach Schauspiel-, Gesangs- und Klavierunterricht als Schauspielerin beim Berliner Kindertheater und als Synchronsprecherin bei Berliner Synchron Wenzel Lüdecke tätig. 1989 holte sie das Abitur auf dem zweiten Bildungsweg nach und begann ein Studium für Anglistik und Ur- und Frühgeschichte an der Freien Universität Berlin (FU).
1990 begann ihre schriftstellerische Tätigkeit mit Romanen, Kurzgeschichten und Reiseliteratur mit dem Schwerpunkt Malta & Gozo. In den Jahren 1990 und 1991 erhielt sie Werkverträge der Berliner Künstlerförderung für einen Roman und eine Kurzgeschichte.
Anke Jablinski lebt und arbeitet in Berlin und auf Malta.

## Veröffentlichungen (Auswahl)
- Schriftstellerin – unveröffentlicht. Essay. In: Deutsches Jahrbuch für Autorinnen 2000/2001, Autorenhaus-Verlag Plinke, Berlin 2001, ISBN 3-932909-86-0.
- Klettermax. Dem Trauma zum Trotz. Roman. Axel Dielmann-Verlag, Frankfurt am Main 2012, ISBN 978-3-86638-149-0.
- Mein Malta – gestern und heute. Reiseliteratur. p.machinery, 2019, ISBN 978-3-95765-176-1.
- Malta-Nudel. Sachbuch. p.machinery, 2020, ISBN 978-3-95765-175-4.
- Secret. Roman. p.machinery, 2021, ISBN 978-3-95765-272-0.
- MALTEROS. Kurzgeschichten. p.machinery, 2023, ISBN 978-3-95765-345-1.
- SCHATTEN DES MEERES. Zwei Tagebücher einer Liebe. p.machinery, 2024, ISBN 978-3-95765-432-8.